# Pedagogisk tidskrift
Pedagogisk tidskrift var en i Sverige under åren 1865 till 1971 utkommande tidskrift för pedagogiska frågor.
Pedagogisk tidskrift uppsattes i Stockholm av Lars Axel Alfred Aulin i ändamål att såväl för allmänheten som för läroverken och lärarna bli "en på bestämda tider utkommande tidning, uteslutande egnad åt en grundlig behandling af pedagogiska frågor, ett organ för ömsesidigt utbyte af tankar, erfarenheter och studier rörande lärarekallets uppgifter och utöfvande samt för noggranna redogörelser öfver skolans verksamhet". 
Efter Aulins död (1869) övertogs tidskriften av Hans Ferdinand Hult och Ernst Olbers och utgavs sedan 1881–1890 i Halmstad av den förre ensam. År 1891 övertogs redaktionen av Enar Sahlin, som förestod den till och med 1900. År 1901 efterträddes han av Eugène Schwartz, och efter dennes död 1914 var Vilhelm Vessberg huvudredaktör till 1934. Därefter innehades denna post av Adolf Söderlund till 1961 och därefter Gustaf Kaleen till 1965. Tidskriften, som åtnjöt statsanslag, utkom med ett häfte i månaden och uppgick 1971 i Utbildningstidningen.